# 山崎 (袋井市)
山崎（やまざき）は、静岡県袋井市にある大字。

## 地理
静岡県袋井市の東部に位置する。合併前の旧袋井市においては南東部に位置していた。北東から南に向かって曲がったような形状の大字である。小笠山の山麓に位置しており、ほぼ全域が山林に覆われている。南には僅かに平地があり、田畑が広がるとともに人家、商店などが点在している。
山崎は袋井市の大字であるが、袋井市に隣接する掛川市にも大字として「山崎」が存在する。これは旧山崎村の村域が袋井市と掛川市に分かれたためである。旧山崎村のうち、かつての三輪村と三沢新田は袋井市となっており、かつての清ヶ谷村と石津村と小谷田新田は掛川市となっている。

### 山岳
- 小笠山

## 歴史
袋井市の大字である山崎には、もともとは自然村である三輪村が置かれていた。その後、三輪村から三沢新田が分離独立した。内山真龍の『遠江国風土記伝』によれば、当時の石高は三輪村が418石8斗7升9合、三沢新田が211石1斗6升4合であったとされる。この三輪村の村域、および、三沢新田の領域が、のちの袋井市の大字である山崎に該当する。三輪村と三沢新田は、1873年（明治6年）に清ヶ谷村、石津村、および、小谷田新田と合併することになり、新たに山崎村が発足した。
その後、町村制の施行に伴い、山崎村の大部分は岡崎村と合併することになり、笠原村が発足した。一方、山崎村の一部は横須賀町、西大淵村、沖之須村と合併することになり、大須賀村が発足した。1914年（大正3年）に大須賀村が町制施行・改称して横須賀町となった。さらに1956年（昭和31年）には横須賀町と大淵村が合併して大須賀町が発足した。同年、笠原村の一部が大須賀町に、笠原村の残部が袋井町にそれぞれ分割編入された。その際に笠原村の大字である山崎の領域は、その一部が大須賀町に編入され、その一部は袋井町に編入された。1958年（昭和33年）には袋井町が市制施行して袋井市となった。その後、大須賀町は掛川市や大東町と合併することになり、2005年（平成17年）に新たな掛川市が発足した。その結果、旧山崎村のうち、かつての三輪村と三沢新田は袋井市となっており、かつての清ヶ谷村と石津村と小谷田新田は掛川市となっている。そのため、袋井市の大字として山崎が存在するのに対して、掛川市の大字としても山崎が存在する。

### 沿革
- 1871年 - 城東郡が静岡県に移管。
- 1871年 - 城東郡が浜松県に移管。

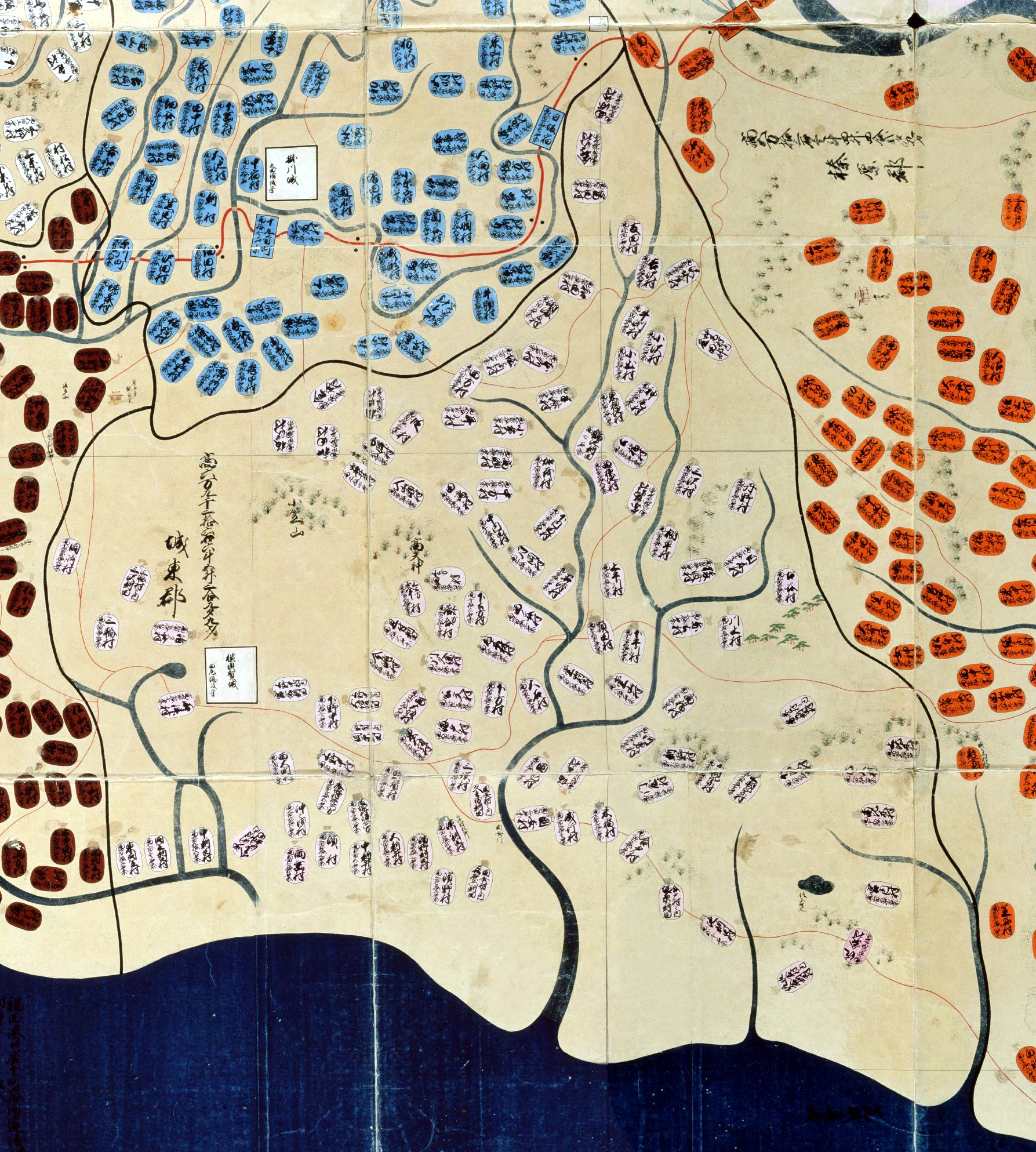
江戸時代に描かれた「遠江國」（『天保國繪圖』天保9年）。城東郡の村は薄桃色で示されており「三輪村」、「三輪村之內三沢新田」がみえる

- 1873年 - 浜松県城東郡清ヶ谷村、三輪村、三沢新田、石津村、小谷田新田が合併して山崎村を設置。
- 1876年 - 城東郡が静岡県に移管。
- 1889年 - 静岡県城東郡横須賀町、西大淵村、沖之須村、山崎村の一部が合併して大須賀村を設置。岡崎村、山崎村の大部分が合併して笠原村を設置。
- 1896年 - 静岡県佐野郡、城東郡が合併して小笠郡を設置。
- 1956年 - 静岡県小笠郡笠原村を分割し、大須賀町が笠原村の一部を編入、磐田郡袋井町が笠原村の残部を編入。
- 1958年 - 静岡県磐田郡袋井町が市制施行して袋井市を設置。
- 1963年 - 静岡県袋井市が周智郡山梨町を編入。
- 2005年 - 静岡県袋井市、磐田郡浅羽町が合併して袋井市を設置。

## 世帯数と人口
2024年（令和6年）12月1日現在の世帯数と人口は以下の通りである。
| 大字 | 世帯数  | 人口  |
| ---- | ------- | ----- |
| 山崎 | 340世帯 | 939人 |

## 事業所
2021年（令和3年）現在の事業所数と従業員数は以下の通りである。
| 大字 | 事業所数 | 従業員数 |
| ---- | -------- | -------- |
| 山崎 | 38事業所 | 278人    |

## 小・中学校の学区
公立小・中学校に通う場合、学区は以下の通りとなる。
| 番地 | 小学校             | 中学校             |
| ---- | ------------------ | ------------------ |
| 全域 | 袋井市立笠原小学校 | 袋井市立浅羽中学校 |

## その他

### 郵便
- 郵便番号：437-1311[2]（集配局：袋井郵便局）

### 警察
警察の管轄区域は以下の通りである。
| 番地 | 警察署     | 交番・駐在所 |
| ---- | ---------- | ------------ |
| 全域 | 袋井警察署 | 笠原駐在所   |

### 消防
消防の管轄区域は以下の通りである。
| 番地 | 消防署・分署 | 消防団分団 |
| ---- | ------------ | ---------- |
| 全域 | 袋井消防署   | 第八分団   |

### 註釈
1. ↑  今日では「遠江国風土記伝」と表記するのが一般的であるが、1900年に発行された『逺江國風圡記傳』では「逺江國風圡記傳」との表記を用いているため、同書に関する出典表記はそれに倣った。